# Helgi y Finnbogi
Helgi y Finnbogi eran dos hermanos vikingos y mercaderes de Islandia nacidos a finales del siglo X.
La Saga Grœnlendinga menciona su llegada a Groenlandia un verano. Ambos negociaron un acuerdo con Freydís Eiríksdóttir, compartir los beneficios del viaje a la recién descubierta Vinland. Los dos grupos aportarían 30 hombres para cada tripulación, pero Freydis aumentó el número de su grupo en secreto.
Una vez en Vinland, hubo tensión entre ambos grupos. Helgi y Finnbogi decidieron fundar un asentamiento aparte con su grupo.
Un día Freydis visitó a los hermanos en su cabaña para preguntar como iba todo y respondieron que bien, pero que no les gustaba el resentimiento que había surgido entre ambas partes. Entonces hicieron las paces.
Cuando Freydis partió de regreso con su grupo, se golpeó a sí misma para aparentar que había sido maltratada. Cuando apareció en su asentamiento, su marido le preguntó quien la había tratado de esa manera y Freydis acusó a los hermanos, llamó cobarde a su marido por no tener agallas para vengarla en su nombre y que si no actuaba pronto se divorciaría de él. Entonces reunieron un grupo, fueron al otro campamento y mataron a todos los hombres que allí había pero no quisieron matar a las mujeres. Frente a esto, Freydis agarró un hacha y personalmente acabó la matanza masacrándolas a todas.
A su regreso a Groenlandia, explicó a su hermano Leif Eriksson que Helgi y Finnbogi habían decidido quedarse a vivir en Vinland.